# Кавунов, Владимир Сергеевич
Владимир Сергеевич Кавунов (род. в 1938 году) — советский и российский военачальник, генерал-лейтенант, начальник Военной академии радиационной, химической и биологической защиты (1990—1994).

## Биография
Окончил Саратовское высшее военное инженерное училище химической защиты в 1962 году. Генерал-майор технических войск (30 октября 1981 года). Генерал-лейтенант (30 апреля 1988 года). Начальник штаба химических войск СССР, один из руководителей операции по ликвидации аварии на Чернобыльской АЭС.
В 1990—1994 годах был начальником Военной академии радиационной, химической и биологической защиты. Освобождён от занимаемой должности 29 марта 1994 года.

## Награды
- Орден «За службу Родине в Вооружённых Силах СССР» III степени[6]
- Орден Красной Звезды[6]
- Медаль «В ознаменование 100-летия со дня рождения Владимира Ильича Ленина»[6]
- Медаль «Двадцать лет Победы в Великой Отечественной войне 1941-1945 гг.»[6]
- Медаль «50 лет Вооружённых Сил СССР»[6]
- Медаль «60 лет Вооружённых Сил СССР»[6]
- Медаль «За безупречную службу» I, II и III степени[6]